# Манастир Ограђеница
Манастир Ограђеница је манастир Српске православне цркве. Он је смјештен у Брајићи (Будва), катун Ограђеница.

## Прошлост
Манастир Св. Спиридона се налази у мјесту Ограђеница, на живописној Паштровској Гори која раздваја Скадарско језеро од Јадранског мора.
Манастир је подигнут у 14. вијеку, али су га Аустроугари 1906. срушили за своје војне потребе. Манастир је обновљен 1999. године благословом Митрополита црногорско-приморског Амфилохија. Тај крај је сув и кршевит, без воде и уобичајеног пута, па до манастира могу да се пробију само теренска возила. Од прољећних и јесењих киша настају бујице, а зими закују снијег и мраз. Због таквих услова смијенило се неколико монашких братстава која нису могла да опстану.

## Садашњост
2014. године долази младо сестринство од три монахиње на челу са мати Теоктистом и започињу цјеловиту обнову ове светиње. Уз богомољу је конак, у коме су поред Теотесте и монахиње Василиса и Антонија. У послу им помаже и монах Агатон, који је раније служио Богу у манастиру Дуљево, у Паштровићима. С нама су Ратко Будимир из села Тудоровића, један од најпокретнијих у свим пословима везаних за враћање живота напуштеним богомољама овог краја, и Коко Митровић, који редовно излази на Ограђеницу, гдје је заједно с пријатељем и рођаком Луком сазидао кућицу за одмор. Уз њу је, такође у камену, Ловачки дом. Ограђеница је била и зборно мјесто слободара Паштровића, одакле се кретало у бој са освајачима.